# Hans Kettner

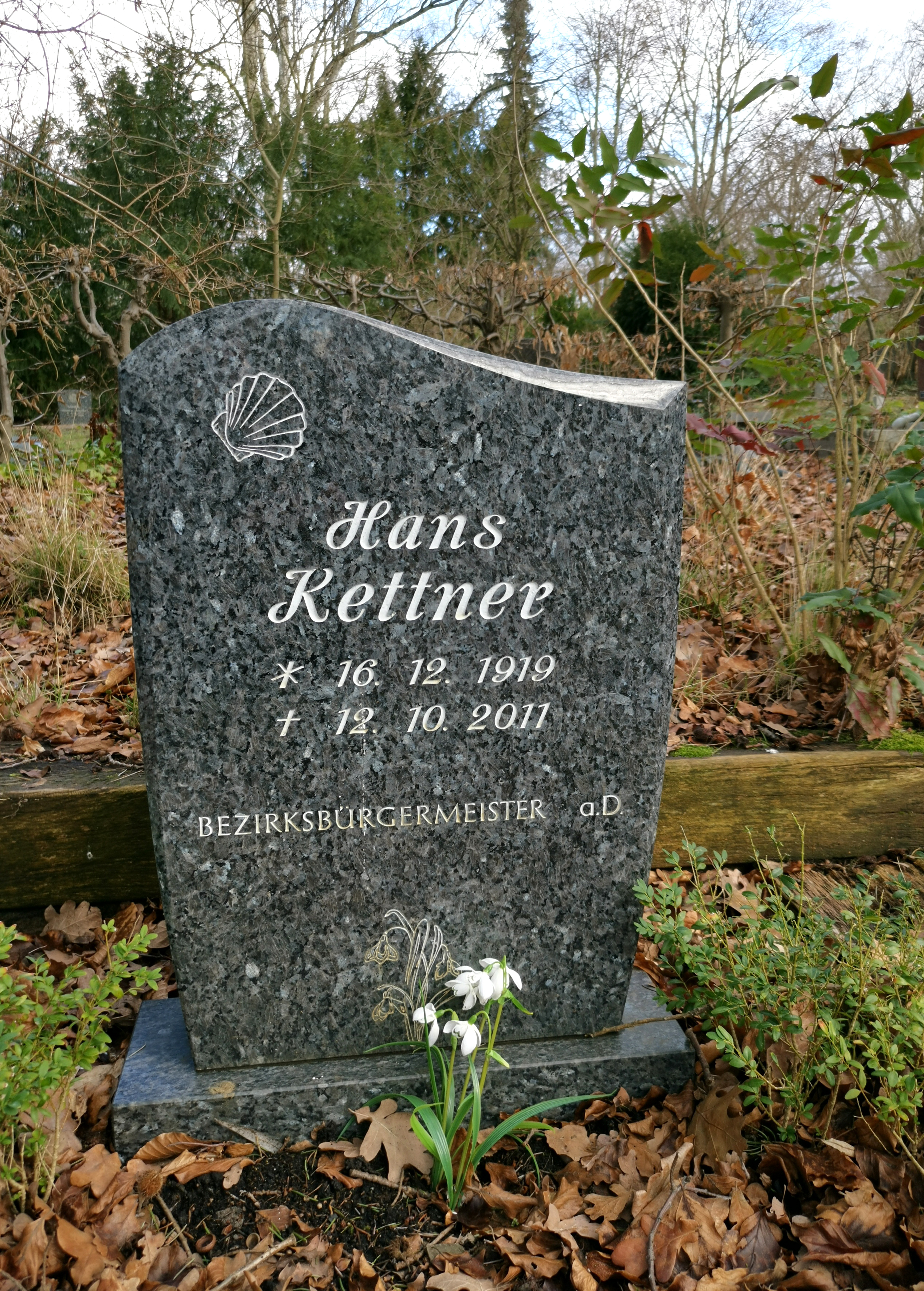
Grabstelle auf dem Friedhof Schöneberg II in der Eythstraße (Feld 42)

Hans Kettner (* 16. Dezember 1919 in Bischofswerda; † 12. Oktober 2011 in Berlin) war ein deutscher Politiker (SPD) und Bezirksbürgermeister von Schöneberg.
Hans Kettner wurde 1955 Kreissekretär der SPD in Schöneberg und war in der 3. Wahlperiode von 1958 bis 1963 Mitglied des Berliner Abgeordnetenhauses. Von 1963 bis 1969 war er als Bezirksstadtrat für kommunale Sport- und Jugendpolitik in Schöneberg zuständig. In diese Zeit fällt der Bau der Sport- und Lehrschwimmhalle am Sachsendamm sowie einiger Kindertagesstätten. Von 1969 bis 1971 war er Schöneberger Bezirksbürgermeister.
Seit 1977 war Hans Kettner Träger des Bundesverdienstkreuzes am Bande, er wurde für seine langjährige ehrenamtliche Tätigkeit im Hauptvorstand der Gewerkschaft Handel, Banken und Versicherungen ausgezeichnet.